# Burg Pfalzgrafenweiler
Die Burg Pfalzgrafenweiler ist eine abgegangene Burg bei 630 m ü. NN am südlichen Rand von Pfalzgrafenweiler im Landkreis Freudenstadt (Baden-Württemberg).
Die Burg wurde erstmals 1165 mit ihrer Zerstörung durch Pfalzgraf Welf VI. im Zuge der Tübinger Fehde (1164–1166) gegen Pfalzgraf Welf VII. und den Pfalzgrafen Hugo I. erwähnt. Die Burg wurde bald wieder aufgebaut und wurde von Pfalzgraf Rudolf mit Besitzungen dem Bischof von Straßburg zu Lehen aufgetragen.
Nachdem die Burg und der Ort in der Mitte des 13. Jahrhunderts an die Grafen von Eberstein und von diesen 1421 das Dorf Pfalzgrafenweiler mit Besenfeld und dem halben Weilerwald an Württemberg verkauft worden waren, wurde die Burg abgetragen.
Der heutige Burgstall zeigt nur noch einen großen grasüberwachsenen Erdhügel umgeben von einem Graben und einem Erdwall, was auf eine kleine Turmburg schließen lässt.